# Síntoma

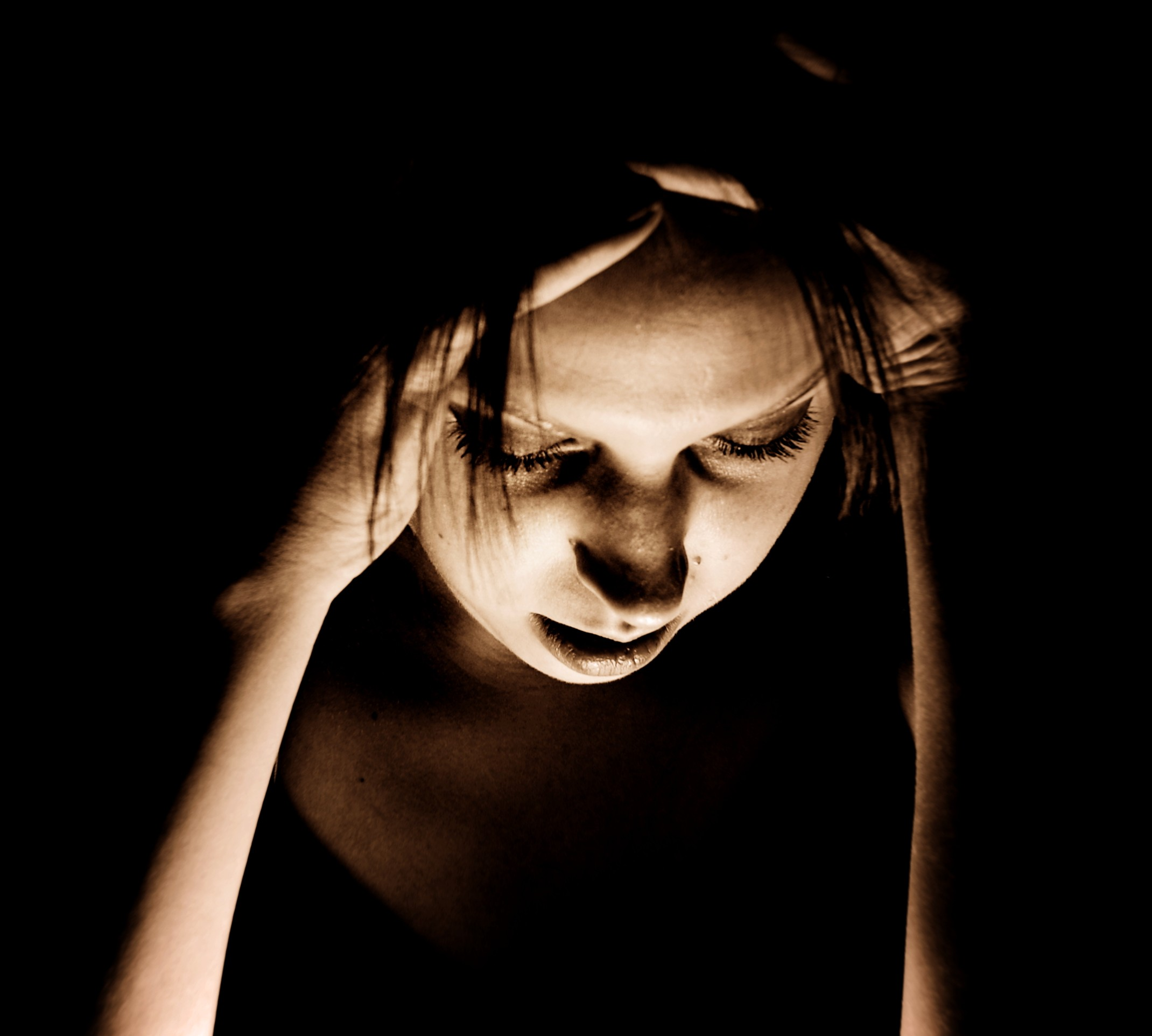
La cefalea, dolor de cabeza o migraña es un síntoma.

En el ámbito de las ciencias de la salud, un síntoma (del griego: σύμπτωμα, «accidente» o «desgracia») es la referencia subjetiva u objetiva que da una persona enferma de la percepción que reconoce como anómala o causada por un estado patológico o una enfermedad. Se diferencia de un signo en que este es un dato observable por parte del especialista.

## Definición
El síntoma es un aviso útil de que la salud puede estar amenazada por algo psíquico, físico, social o combinación de las mismas.

## Etimología y antecedentes
La palabra síntoma fue heredada por el español a través del latín desde el griego σύμπτωμα (sýmptōma), y en realidad es un sustantivo creado a partir del verbo συμπίπτω (sympíptō), que literalmente significa  "caer al mismo tiempo" y, en un sentido más amplio, "concurrir", "ocurrir al mismo tiempo". Galeno hablaba del síntoma como una situación distinta de la enfermedad, los síntomas como "sombras que acompañan a la enfermedad".

## Diferencia entre síntoma y signo clínico
El término «síntoma» no se debe confundir con el término «signo», ya que este último es un dato objetivo y objetivable por un especialista.
En medicina y en las ciencias de la salud en general, se entiende por signo clínico cualquier manifestación objetivable consecuente a una enfermedad o alteración de la salud, y que se hace evidente en la biología del enfermo.
La semiología clínica es la disciplina de la que se vale el médico para indagar, mediante el examen psicofísico del paciente, sobre los diferentes signos que puede presentar.
Un signo clínico es un elemento clave que el médico puede percibir en un examen físico, en contraposición a los síntomas que son los elementos subjetivos percibidos solo por el paciente.

## Ejemplos de síntomas y signos
Ejemplos de signos:
- Ictericia
- Cianosis
- El enrojecimiento de una zona del cuerpo.

Ejemplos de síntomas:
- El mareo.
- La náusea.
- El dolor.
- La somnolencia.
- La distermia (sensación de una alteración de la temperatura corporal, por ejemplo de fiebre, de escalofrío).
- La cefalea.[8]
- La astenia.

## Términos
Cuando una enfermedad se manifiesta con síntomas se denomina sintomática. Hay muchas afecciones, como las infecciones subclínicas que no presentan síntomas, y se denominan asintomáticas. Los signos y síntomas pueden ser leves o graves, breves o más duraderos, y pueden reducirse (remisión) o reaparecer (recaída o recrudecimiento), lo que se conoce como rebrote. Un brote puede mostrar síntomas más graves.
El término queja principal, también "problema de presentación", se utiliza para describir la preocupación inicial de un individuo cuando busca ayuda médica, y una vez que se observa claramente una historia de la enfermedad actual puede ser tomada. El síntoma que finalmente conduce a un diagnóstico se denomina síntoma cardinal. Algunos síntomas pueden ser engañosos como resultado de dolor referido, donde por ejemplo un dolor en el hombro derecho puede deberse a una vesícula biliar inflamada y no a una presunta distensión muscular.

### Pródromo
Muchas enfermedades tienen una etapa prodrómica temprana en la que unos pocos signos y síntomas pueden sugerir la presencia de un trastorno antes de que surjan otros síntomas específicos. El sarampión, por ejemplo, tiene una presentación prodrómica que incluye tos seca, fiebre y manchas de Koplik en la boca. Más de la mitad de los episodios de migraña tienen una fase prodrómica. La esquizofrenia tiene una notable etapa prodrómica, al igual que la demencia.

### Síntomas inespecíficos
Los síntomas inespecíficos son muy generales y pueden asociarse a una amplia gama de afecciones. También se conocen como síntomas constitucionales cuando afectan a la sensación de bienestar. Los síntomas incluyen la pérdida de peso, el dolor de cabeza, el dolor, la fatiga, la pérdida de apetito, los sudores nocturnos y el malestar. Un síntoma constitucional puede ser primario o secundario.

### Signos vitales
Los signos vitales son los cuatro signos que pueden dar una medida inmediata del funcionamiento general del cuerpo y del estado de salud. Son la temperatura, la frecuencia cardíaca, la frecuencia respiratoria y la presión arterial.  Los rangos de referencia de estas mediciones varían con la edad, el peso, el sexo y con el estado de salud general.
Se ha desarrollado una aplicación digital para su uso en entornos clínicos que mide tres de las constantes vitales (no la temperatura) utilizando solo un teléfono inteligente, y ha sido aprobada por el Sistema de Salud de Inglaterra (NHS England).  La aplicación está registrada como Lifelight First, y se está desarrollando Lifelight Home (2020) para que las personas puedan monitorizarlas en casa utilizando solo la cámara de su teléfono inteligente o tableta. Esto medirá adicionalmente la saturación de oxígeno en sangre y la fibrilación auricular. Así, no se necesitan otros dispositivos.

### Síndromes
Muchas afecciones están indicadas por un grupo de signos conocidos, o signos y síntomas. Pueden ser un grupo de tres conocido como tríada, un grupo de cuatro conocido como tétrada y un grupo de cinco conocido como pétrada. Un ejemplo de tríada es la tríada de Meltzer que presenta púrpura una erupción, artralgia articulaciones dolorosas y mialgia músculos dolorosos y débiles. La tríada de Meltzer indica la condición crioglobulinemia. La enfermedad de Huntington es una enfermedad neurodegenerativa que se caracteriza por una tríada de signos y síntomas motores, cognitivos y psiquiátricos. Un gran número de estos grupos que pueden ser característicos de una enfermedad concreta se conocen como síndrome. El síndrome de Noonan, por ejemplo, tiene un conjunto diagnóstico de características faciales y musculoesqueléticas únicas. Algunos síndromes como el síndrome nefrótico pueden tener una serie de causas subyacentes que están todas relacionadas con enfermedades que afectan al riñóns.
A veces, un niño o un adulto joven puede tener síntomas que sugieren un trastorno genético que no puede ser identificado incluso después de pruebas genéticas. En estos casos puede utilizarse el término SWAN (síndrome sin nombre). A menudo, el diagnóstico puede hacerse en algún momento futuro cuando surgen otros síntomas más específicos, pero muchos casos pueden quedar sin diagnosticar. La imposibilidad de diagnosticar puede deberse a una combinación única de síntomas o a una superposición de condiciones, o a que los síntomas son atípicos de un trastorno conocido, o a que el trastorno es extremadamente raro.

### Positivos y negativos
Los síntomas sensoriales también pueden describirse como síntomas positivos, o como síntomas negativos', dependiendo de si el síntoma está anormalmente presente, como el hormigueo o el picor, o anormalmente ausente, como la pérdida de olfato. Los siguientes términos se utilizan para los síntomas negativos - hipoestesia es una pérdida parcial de la sensibilidad a estímulos moderados, como la presión, el tacto, el calor, el frío. Anestesia es la pérdida completa de la sensibilidad a los estímulos más fuertes, como el pinchazo. La hipoalgesia (analgesia) es la pérdida de sensibilidad a los estímulos dolorosos.
Los síntomas también se agrupan en negativos y positivos para algunos trastornos mentales como la esquizofrenia.
Síntomas positivos son aquellos que están presentes en el trastorno y no son experimentados normalmente por la mayoría de los individuos y reflejan un exceso o distorsión de las funciones normales. Algunos ejemplos son alucinaciones, delirios y comportamientos extraños. 
Síntomas negativos son funciones que se encuentran normalmente pero que están disminuidas o ausentes como la apatía y la anhedonia.

### Neuropsiquiátrico
Los síntomas neuropsiquiátricos están presentes en muchos trastornos degenerativos incluyendo la demencia, y la enfermedad de Parkinson. Los síntomas suelen incluir apatía, ansiedad y depresión. Síntomas neurológicos y psiquiátricos también están presentes en algunos trastorno genéticos como la enfermedad de Wilson. La disfunción ejecutiva es un síntoma que se encuentra a menudo en muchos trastornos, incluyendo la esquizofrenia, y el TDAH.

### Radiológico
Los signos radiológicos son hallazgos médicos anormales en exploración por imágenes. Entre ellos se encuentran el signo de Mickey Mouse y el signo de la S de oro. Cuando se utiliza la imagen para encontrar la causa de una dolencia, puede encontrarse otro hallazgo no relacionado conocido como hallazgo incidental de imagen.

### Cardinal
Los signos y síntomas cardinales son aquellos que pueden ser diagnósticos, y patognomónicos - de una certeza de diagnóstico. Inflamación por ejemplo tiene un grupo reconocido de signos y síntomas cardinales, al igual que exacerbaciones de la bronquitis crónica, y la enfermedad de Parkinson.
En contraste con un signo cardinal patognomónico, la ausencia de un signo o síntoma puede a menudo descartar una condición. Esto se conoce con el término latino sine qua non. Por ejemplo, la ausencia de mutaciones genéticas conocidas específicas para una enfermedad hereditaria descartaría esa enfermedad. Otro ejemplo es cuando el pHHa vaginal es inferior a 4,5, se excluiría el diagnóstico de vaginosis bacteriana.

### Reflejos
Un reflejo es una respuesta automática del cuerpo a un estímulo. Su ausencia, reducción (hipoactividad) o exageración (hiperactividad) de la respuesta puede ser un signo de daño en el sistema nervioso central o en el sistema nervioso periférico. En el reflejo rotuliano (reflejo de la rodilla), por ejemplo, su reducción o ausencia se conoce como signo de Westphal y puede indicar un daño en la neuronas motoras inferiores. Cuando la respuesta es exagerada puede indicarse un daño en la neuronas motoras superiores.

### Facies
Una serie de afecciones médicas se asocian con una expresión o apariencia facial distintiva conocida como facies Un ejemplo es la facies de elfo que tiene rasgos faciales como los del elfo, y esto puede estar asociado con 
síndrome de Williams, o síndrome de Donohue. La facies más conocida es probablemente la facies hipocrática que se observa en una persona cuando se acerca a la muerte.

### Signos de amnesia
Signos namnésicos (de anamnēstikós, ἀναμνηστικός, "capaz de recordar a la mente") son signos que indican una condición pasada, por ejemplo la parálisis de un brazo puede indicar un accidente cerebrovascular pasado.: 81 

### Asintomático
Algunas enfermedades, incluyendo el cáncer, y las infecciones pueden estar presentes pero no muestran signos o síntomas
y se conocen como asintomáticas. Un cálculo biliar puede ser asintomático y solo descubrirse como un hallazgo incidental. Las infecciones víricas de fácil propagación, como la COVID-19, pueden ser asintomáticas pero aun así pueden ser transmisibles.

## El síntoma en psicoanálisis
Desde el punto de vista del psicoanálisis, el síntoma es una formación de compromiso (junto con el sueño), el chiste y los actos fallidos (errores al hablar o al escribir) entre el sistema consciente y el sistema inconsciente.